# Diáspora hindú
La diáspora hindú es la comunidad de personas nacidas en la República de India o de ascendencia hindú que viven fuera de ese país. Los hindúes en el extranjero son ciudadanos provenientes de varios grupos étnicos, generalmente a través de ascendencia, etnia, nacionalidad, ciudadanía u otra afiliación similar. Según un informe del Ministerio de Asuntos Exteriores, para diciembre de 2018 había 30 995 729 personas que residían fuera del país. Según el Departamento de Asuntos Económicos y Sociales de Naciones Unidas, la India tiene una de las mayores poblaciones de emigrantes en el mundo compuesta por más de 15,6 millones de personas.